# Google Goggles
«Google Goggles» (англ. очки Google) — загружаемое программное приложение, созданное компанией Google LLC в 2009 году для мобильных телефонов на базе семейства операционных систем Android, служащее для визуального поиска, распознавания изображений, а также некоторых других функций и реализующее принцип дополненной реальности.

## Принцип работы
Google Goggles позволяет осуществлять коммуникацию с серверами Google, с целью поиска не по текстовой информации, а по изображению.
При фотографировании объекта с помощью встроенной камеры телефона, а в последних версиях и с помощью простого наведения камеры на объект, происходит передача изображения и информации о местоположении устройства на серверы Google, где изображение распознаётся и обрабатывается. Обратно на телефон возвращается результат в соответствии с выбранной функцией (например, для поиска это список релевантной информации и ссылок на интернет-сайты).
При получении изображения система производит его сличение с базой данных индексной информации о множестве предварительно введённых изображений (объектов, достопримечательностей, логотипов и т. п.).
При получении информации о достопримечательности можно ограничиться простым наведением телефона на объект без необходимости фотографирования.
Программа передаёт на сервер информацию GPS и компаса, достаточную для получения требуемых результатов поиска.
В основу вышедшей в мае 2010 года функции автоматического перевода положен принцип оптического распознавания символов, извлекающий из графических изображений текст и переводящий его с помощью системы машинного перевода Google Translate.

## Применение
Функция поиска по изображениям удобна, например, для:
- Получения информации о достопримечательности.
- Поиске расположения или информации об объекте по его фотографии.
- Сообщения информации о товарах по фотографиям штрихкодов[1] или этикеток[2], обложкам книг и DVD[5].

Среди дополнительных функций программы:
- Сканирование и занесение в телефонную книгу информации с визиток[2].
- Перевод снятого текста на родной язык[4][6].
- Решение головоломки судоку[5].

## Требования к устройствам
На начало 2011 года приложение работало на устройствах под управлением операционных систем Android 1.6+.
Для нормальной работы программы необходимы встроенная фотокамера с автофокусом, система спутниковой навигации и электронный компас.

## Распространение
Google Goggles можно бесплатно загрузить c сайта Google Play.

## Особенности
- Google Goggles работает и с движущимися изображениями, то есть не только со статическими фотографиями, но и видео[2].
- Разработчики внесли в программу ограничения по распознаванию лиц для защиты частной жизни[2].
- В версии, вышедшей в мае 2010 года, добавлена возможность работы с изображениями, сохранёнными в памяти устройства[4].

## Аналоги
- IBM Seer — приложение дополненной реальности, разработанное компанией IBM специально для Уимблдонского турнира 2010 года[7].
- Point&Find[англ.] — аналог, разрабатываемый компанией Nokia[7].